# 影かほる
影 かほる（かげ かほる、1963年5月23日 - ）は、日本の元女子プロレスラー。東京都出身。

## 経歴・戦歴
元女子プロレスラーの吉葉礼子を母に持つ日本初の親子2代レスラー。全日本女子プロレス創業者である松永高司を伯父に持ち、幼少期より女子プロレスに関わることが多く、中学生のころよりセコンドに入っていた。
1979年、オーディションに落選。日の出女子高校へ進学したが高校一年で中退。しばらくして、赤城マリ子の店「ラセーヌ」で働く。その後、全女選手たちの慰安旅行へ同行したサイパンにてダンプ松本から勧誘を受ける。1985年8月28日、大阪城ホール大会でのダンプVS長与千種の「敗者髪切りデスマッチ」にて「ダンプの影武者」としてリングデビュー。ダンプからは「かほちゃん」と呼ばれ、現在でも寵愛を受けている。
そのままレスラーとなり、一時は覆面を被って「ダイナマイト・キング」を名乗った。
1987年、ダンプ松本と組んでタッグリーグ・ザ・ベストにエントリーするなどしたが、翌1988年12月に引退。
その後は日本初の女性リングアナウンサーとなり、やがて芸能マネージャーに転じる。
現在は後輩レスラーである井上貴子の個人マネージャーを務める傍ら、2007年より東急武蔵小山駅近くで飲食店「かおちゃん家deめしくぃ亭」を開業。自身が経営を担い、仕入れ・調理業務も行なっている。
2014年3月22日、大田区総合体育館での長与千種プロデュース「That's女子プロレス」にて極悪同盟のセコンドとして久しぶりに登場。

## 得意技
- ボディーアタック

## 出演
- 中居正広のミになる図書館(2014年7月29日、テレビ朝日)